# Caroline Piketty
Pour les articles homonymes, voir Piketty.
Compléments
Sélection de publications
- Archiviste : Guide des recherches dans les archives des spoliations et des restitutions (Mission d'étude sur la spoliation des Juifs de France, 2000).
- Essayiste :Je cherche les traces de ma mère : chroniques des archives (Autrement, 2005).

Caroline Piketty, née le 7 septembre 1958 à Paris 20e, est une archiviste, historienne et essayiste française.
En tant qu'archiviste, elle a notamment participé à l'ouverture des archives de l'Algérie et travaillé au sein de la Mission d'étude sur la spoliation des Juifs de France. De cette expérience professionnelle elle a tiré un ouvrage personnel Je cherche les traces de ma mère : chroniques des archives, publié en 2006, puis devenu une source d'inspiration pour l'un des épisodes des Éphémères, joué par la troupe du Théâtre du Soleil d'Ariane Mnouchkine.

## Biographie

### Naissance et formation
Caroline Marie Monique Thérèse Piketty est née le 7 septembre 1958 dans le 20e arrondissement de Paris. 
En 1979, Caroline Piketty a 21 ans lorsqu'elle réussit, classée au treizième rang, le concours d'entrée à l'École nationale des chartes. Elle intègre l'école lorsqu'elle est nommée élève de première année par l'arrêté du 28 août 1979. C'est au mois de mars 1986 qu'elle soutient, devant M. Vernet et Mlle Hubert, sa thèse « Les maîtres et étudiants du collège Saint-Bernard de Paris de 1224 à 1494 ». Elle est nommée, « hors rang », archiviste paléographe, le 10 juin 1986.
Elle est la tante de l'économiste Thomas Piketty.

### Parcours
Le 1er août 1986, elle est nommée au Service historique de l'armée de terre. En 1990, elle y prend la direction d'un groupe d'archiviste, dénommé « groupe Algérie », pour reprendre le fonds en affinant le traitement effectué par Jean Nicot de 1981 à 1990 et en précisant les délais de communicabilité des documents, ce qui permet l'ouverture au public de ces archives . La première mouture de l'« inventaire des archives de l'Algérie » est publiée en 1994.
En 1994, elle est nommée conservateur aux Archives nationales. Elle y débute par la poursuite d'un travail sur l'inventaire des archives du Président Georges Pompidou.
En février 1998, elle est mise à disposition des services du Premier ministre, dans le cadre de la création de la Mission d'étude sur la spoliation des Juifs de France, dont la présidence est confiée à Jean Mattéoli. Les objectifs sont fixés par la lettre de mission, mais Annette Wieviorka constate qu'il n'y a pas eu de réflexion sur la manière de les atteindre. Elle souligne que le succès de la mission est notamment dû à Caroline Piketty, à Éliane Chemla, venue du Conseil d'État, et à Ady Steg, qui ont permis de faire émerger « l'idée que le travail de la mission devait être un rigoureux travail historique ».
Le 1er mars 2000, Caroline Piketty est affectée à la section du XXe siècle des Archives nationales. Le 2 janvier 2004, elle est nommée conservateur au Centre d'accueil et de recherche des Archives nationales (CARAN). 
Le 1er août 2005 elle est nommée conservateur en chef à la Cité nationale pour l'histoire de l'immigration (CNHI) et adjointe à la directrice du musée de la Cité.
En 2006, Caroline Piketty publie « Je cherche les traces de ma mère, chronique des archives ». Elle y décrit ses propres émotions mais également celles de personnes venant rechercher des traces d'un membre de leur famille lors de son travail sur la « spoliation des biens juifs ».
Elle est nommée membre du Conseil supérieur des archives le 24 avril 2009.
En janvier 2013, elle devient responsable du département de l'accueil des publics aux Archives nationales à Pierrefitte.

## Je cherche les traces de ma mère: chroniques des archives
Cet ouvrage, publié en 2006, est directement issu des notes prises par Caroline Piketty lors de son action d'archiviste dans le cadre du bureau des recherches administratives familiale ouvert après le travail de la mission Mattéoli. Cet ouvrage, qui selon Patrice Marcilloux « fait date » chez les archiviste du fait de son ton personnel « d'une manière qui n'est ni historique ni archivistique mais entièrement affective », est à l'origine de l'un des épisodes du spectacle des Éphémères, joué par la troupe du Théâtre du Soleil d'Ariane Mnouchkine, qui montre « une fonctionnaire des archives accueillir, au milieu des cartons et des boîtes, une femme qui cherche à comprendre l'histoire de sa mère ».

## Publications

### Thèse

#### Thèse non publiée
- Les Maîtres et étudiants du collège Saint-Bernard de Paris de 1224 à 1494 (thèse présentée pour l'obtention du diplôme d'archiviste-paléographe, texte imprimé, consultable aux Archives nationales sur autorisation de l'auteur), Paris, 1985, 465 p. (présentation en ligne). Cette thèse n'a pas été publiée, mais des articles l'ont pour origine, en 1991 Jacques Verger cite la thèse et deux articles comme étant une étude utile mais limitée à un lycée dans le champ, « l'histoire de l'université de Paris au Moyen Âge », largement déficitaire en recherches[20].

#### Articles en liens avec la thèse
- « Benoît XII et les collèges cisterciens du Languedoc », dans Marie-Humbert Vicaire et al., Les Cisterciens de Languedoc, XIIIe-XIVe s (actes du colloque tenu en 1985 sous la présidence de Jean Leclercq), Toulouse, Privat, coll. « Cahiers de Fanjeaux » (no 21), 1986 (présentation en ligne), p. 139-150.
- « La promotion des études chez les cisterciens à travers le recrutement des étudiants du collège Saint-Bernard de Paris au Moyen Age », Cîteaux, no 39,‎ 1988, p. 65-78[21].
- « Les lectures des œuvres des pensionnaires du collège Saint-Bernard : jalons pour l'histoire intellectuelle de l'ordre de Cîteaux à la fin du Moyen Age », Cîteaux, no 40,‎ 1989, p. 245-291[21].

### Archiviste

#### Ouvrages
- Inventaire des archives de l'Algérie, t. II : 1945-1967 (sous-série 1 H / Ministère de la défense, État-major de l'armée de terre, Service historique ; avec Jean Nicot et Philippe Schillinger, conservateurs au service historique de l'Armée de terre (SHAT), et al.), Vincennes, SHAT, 1994, 629 p. (BNF 36682004, lire en ligne).
- Archives de la Présidence de la République, Georges Pompidou, 1969-1974 (Inventaire établi avec Sandrine Bula et Janine Irigoin. Encodé et complété en 2006 par Pascal Geneste et Christèle Noulet. Mis en ligne en 2015), Paris, Archives nationales, 1996, 272 p. (ISBN 2-11-003603-6, lire en ligne).
- Archives de l'École nationale supérieure des beaux-arts, AJ52 1 à 1415 (inventaire établi avec Brigitte Labat-Poussin), Paris, Centre historique des Archives nationales : La Documentation française, 1998, 576 p. (BNF 37027484).
- Guide des recherches dans les archives des spoliations et des restitutions / Mission d'étude sur la spoliation des Juifs de France (rédaction avec la collaboration de  Christophe Dubois et Fabrice Launay), Paris, La Documentation française, coll. « Mission étude spoliation juifs », 2000, 318 p. (BNF 37113690, lire en ligne).
- Papiers Jean Zay (667 AP : répertoire numérique détaillé / Archives nationales ; rédigé avec la collaboration, d'Éric Landgraf, de Pascal David, et de Stéphane Le Flohic), Paris, Archives nationales, 2010, 230 p. (BNF 42225653).
- Fonds Jean Longuet, 1865-1995 (répertoire numérique détaillé de la sous-série 671 AP / Archives nationales ; établi avec Odile Jurbert et Victoire Pinchon ; avec la collaboration de Christian Oppetit et d'Isabelle Aristide-Hastir), Paris, Archives nationales, 2013, 293 p. (BNF 43646684).

#### Articles
- « Les archives de la période de l’Occupation : le cas des archives conservées aux Archives nationales », dans Sébastien Laurent (dir.), Archives «secrètes», secrets d'archives ?, Paris, CNRS Éditions, 2003 (ISBN 9782271061577, lire en ligne), p. 93-101.
- « Concevoir les archives comme porteuse de valeurs citoyennes », dans Archives et construction de la citoyenneté (actes du séminaire, formation nationale - 6 & 7 avril 2005, IUFM de Paris-Molitor, CHAN), Paris, IUFM / Pôle national de ressources patrimoine-archives, 2005 (lire en ligne), p. 22-24.
- « Les papiers de Jean Zay. Nouvelles sources d'archives pour l'histoire du début du XXe siècle », Histoire@Politique. Politique, culture, société,, no 16,‎ janvier-avril 2012, p. 1-11 (lire en ligne, consulté le 16 janvier 2019).

### Essayiste
- Je cherche les traces de ma mère : chroniques des archives, Paris, Éd. Autrement, coll. « Passions complices », 2005, 118 p. (BNF 41108087, présentation en ligne). 
  - (de) Ich suche die Spuren meiner Mutter (préf. Georges-Arthur Goldschmidt), Nagel und Kimche, 2007, 157 p. (ISBN 978-3-312-00393-8).
- Harmonies volées, éditions de l'Archipel, 2025, 176 p. (ISBN 2809852278)[22],[23].

## Grades de la fonction publique
- 2002 : conservateur en chef du patrimoine[24].
- 6 avril 2016 : conservateur général du patrimoine[25].

## Décoration
- Officière de l'ordre des Arts et des Lettres. Elle est promue au grade d’officier par l’arrêté du 13 février 2015[26]. Elle était chevalier depuis le 25 mai 2000[27].